# 제임스 맥고완
제임스 맥고완(James Robert McGowan, 1960년 5월 30일 ~ )은 캐나다의 배우이다.
몬트리올에서 태어났다.

## 출연 작품
- 파이와켓: 죽음의 주문 (2017년)
- 수어사이드 스쿼드 (2016년) - 판다맨 역
- 하우 투 플랜 언 오지 인 어 스몰 타운 (2015년)
- 토탈 리콜 (2012년) - 부관 역
- 세비지 플래닛 (2006년)
- 묘지 (2006년)
- 보슨 업 (2005년)
- 퍼펙트 맨 (2005년)
- My Brother's Keeper (2004) - 스콧 역
- 내 남자친구는 왕자님 (2004년)
- 911 위기의 시간 (2003년)
- 미싱 (2003년)
- 사일런트 나이트 (2002년)

### 텔레비전
- 비튼 (2014-15)
- 국경특수수사대 시즌1 (2008년) - 마이크 케슬러 역